# Touroum
Touroum est une localité située dans le département de Pissila de la province du Sanmatenga dans la région Centre-Nord au Burkina Faso.

## Géographie
Touroum se trouve à 5 km au nord-est de Poulallé, à 5 km au sud-est du centre de Pissila, le chef-lieu du département, et à environ 35 km à l'est de Kaya, la capitale régionale.
Le village est à 5 km au sud-est de la route nationale 3, axe important reliant à Tougouri à Kaya.

## Économie
L'activité du village est essentiellement agro-pastorale et repose sur la présence du lac de retenue du barrage de Touroum qui permet l'irrigation et l'abreuvage.

## Éducation et santé
Le centre de soins le plus proche de Touroum est le centre de santé et de promotion sociale (CSPS) de Poulallé tandis que le centre hospitalier régional (CHR) se trouve à Kaya.
Touroum possède une école primaire publique.